# Anna Carlier
Anna Carlier (Brussel, 1994) is een Vlaamse schrijfster, actrice en theatermaakster. Ze studeerde af in 2017 als master Drama aan de Koninklijke Academie voor Schone Kunsten te Gent. In 2016 richtte ze Compagnie de Kolifokkers op. 
Met haar tekst Kruin won ze in 2016 de Nederlands-Duitse jeugdtoneelschrijfprijs Kaas & Kappes en de schrijfwedstrijd Het woord aan het woord van HETPALEIS. De tekst werd in opdracht van Verlag der Autoren vertaald naar het Duits en stond in 2018 op de longlist voor de Deutscher Kindertheaterpreis. In 2020 werd haar tekst Hertenleer genomineerd voor de Taalunie Toneelschrijfprijs  en tevens vertaald naar het Duits, Engels en Frans. 

### Toneelteksten
- 2023 Monding
- 2023 Rommelpaard (3+)
- 2022 Mensen van papier
- 2019 Hertenleer
- 2018 Noman
- 2018 Olaf in Tokapa
- 2016 Kruin (8+)
- 2016 De Heer Bonifakius (en zijn groots levenswerk)
- 2015 Alfonsina ende Kolifokkers

### Vertaalde toneelteksten
- 2023 Mündung (Monding), vertaald naar het Duits door Christine Bais
- 2023 Cuir de cerf (Hertenleer), vertaald naar het Frans door Mike Sens
- 2023 Noman (Noman), vertaald naar het Frans door Mike Sens
- 2020 Hirschfell (Hertenleer), vertaald naar het Duits door Christine Bais
- 2020 Hide (Hertenleer), vertaald naar het Engels door David McKay
- 2016 Krone (Kruin), vertaald naar het Duits door Christine Bais

## Prijzen en nominaties
- 2020 Nominatie Taalunie Toneelschrijfprijs voor Hertenleer
- 2016 Winnaar Kaas & Kappes Preis voor Kruin